# 莱茵馆

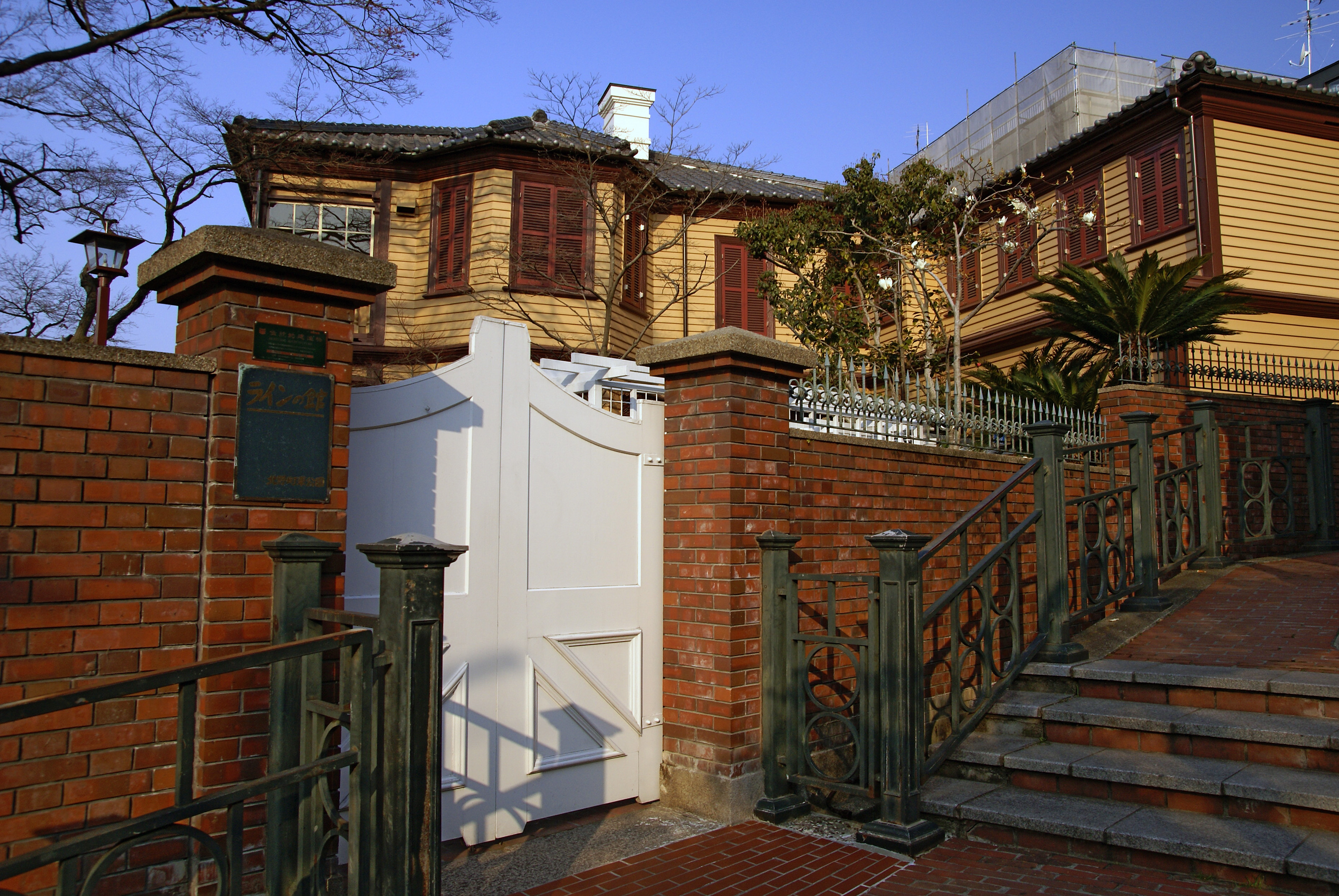
外観

莱茵馆，又名旧J.R.Drewell公馆（旧ドレウェル邸）是日本兵库县神户市中央区北野町的一座异人馆。该建筑建于1915年，2层木建筑，咖啡色外观，为J.R.Drewell夫人的住宅。
1979年12月27日，该建筑認定为重要传统的建造物群保存地区北野町山本通传统的建造物。现在对外开放，设有展示室，展示北野异人馆街的历史和有关地震的资料。免费入馆。

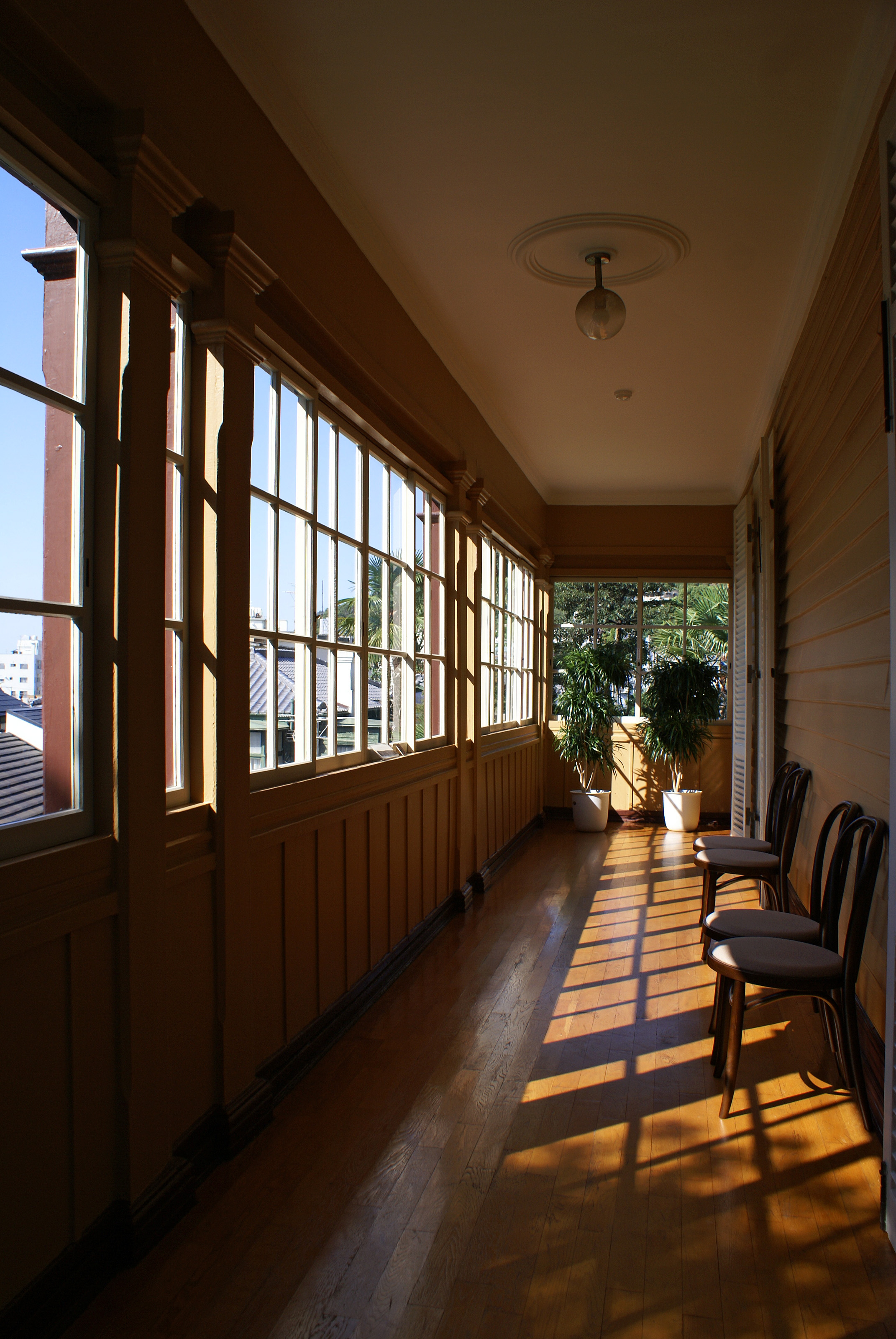
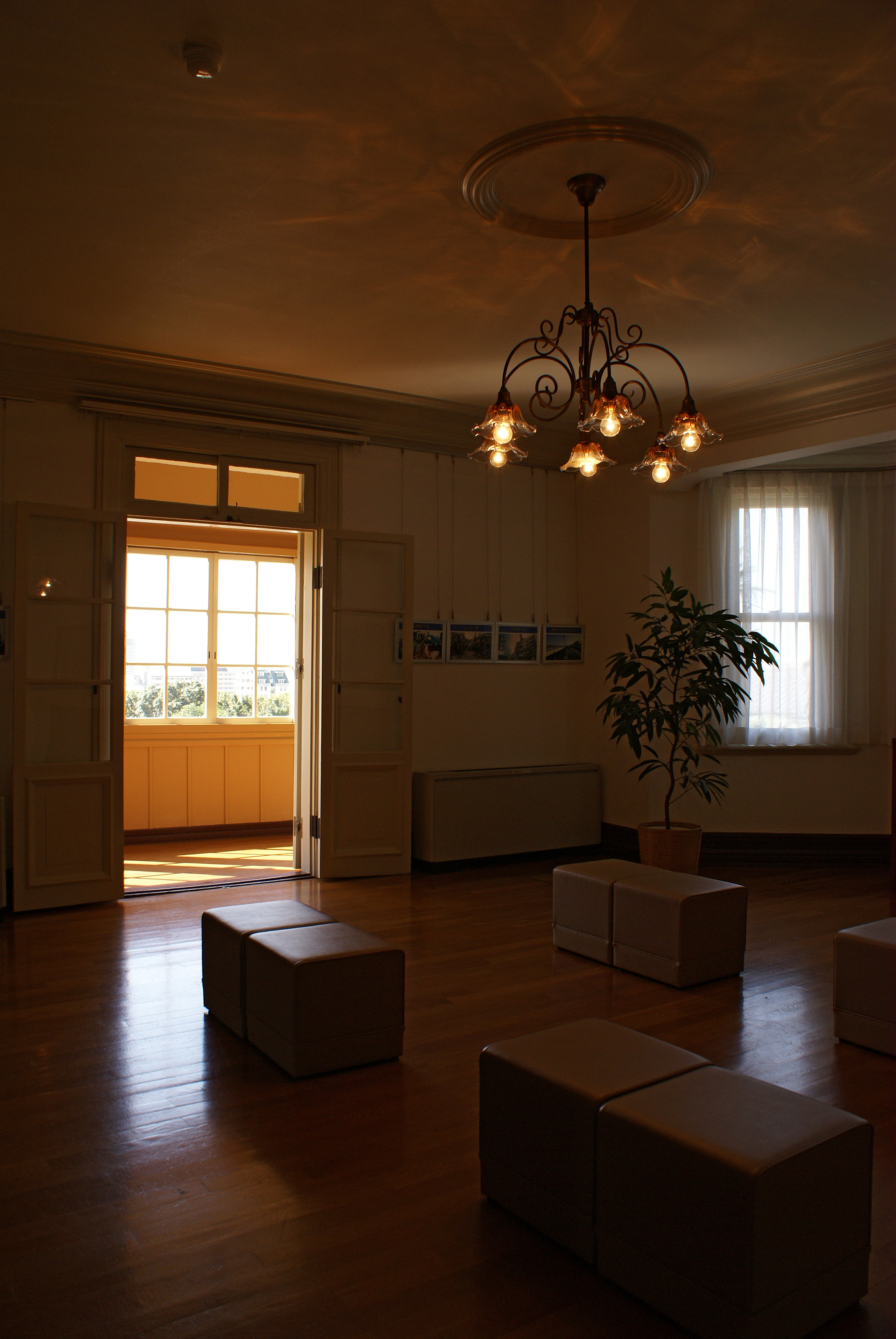
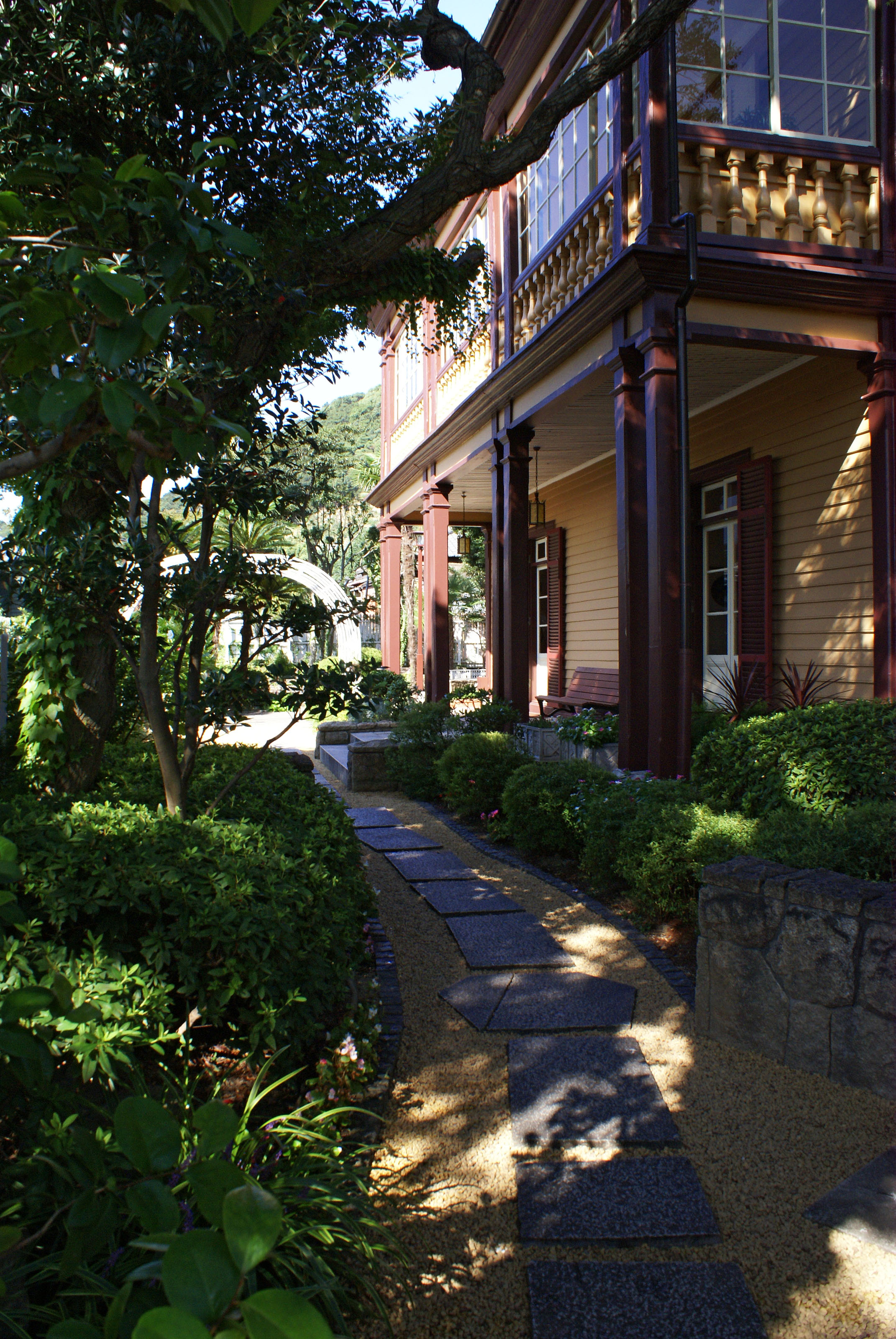
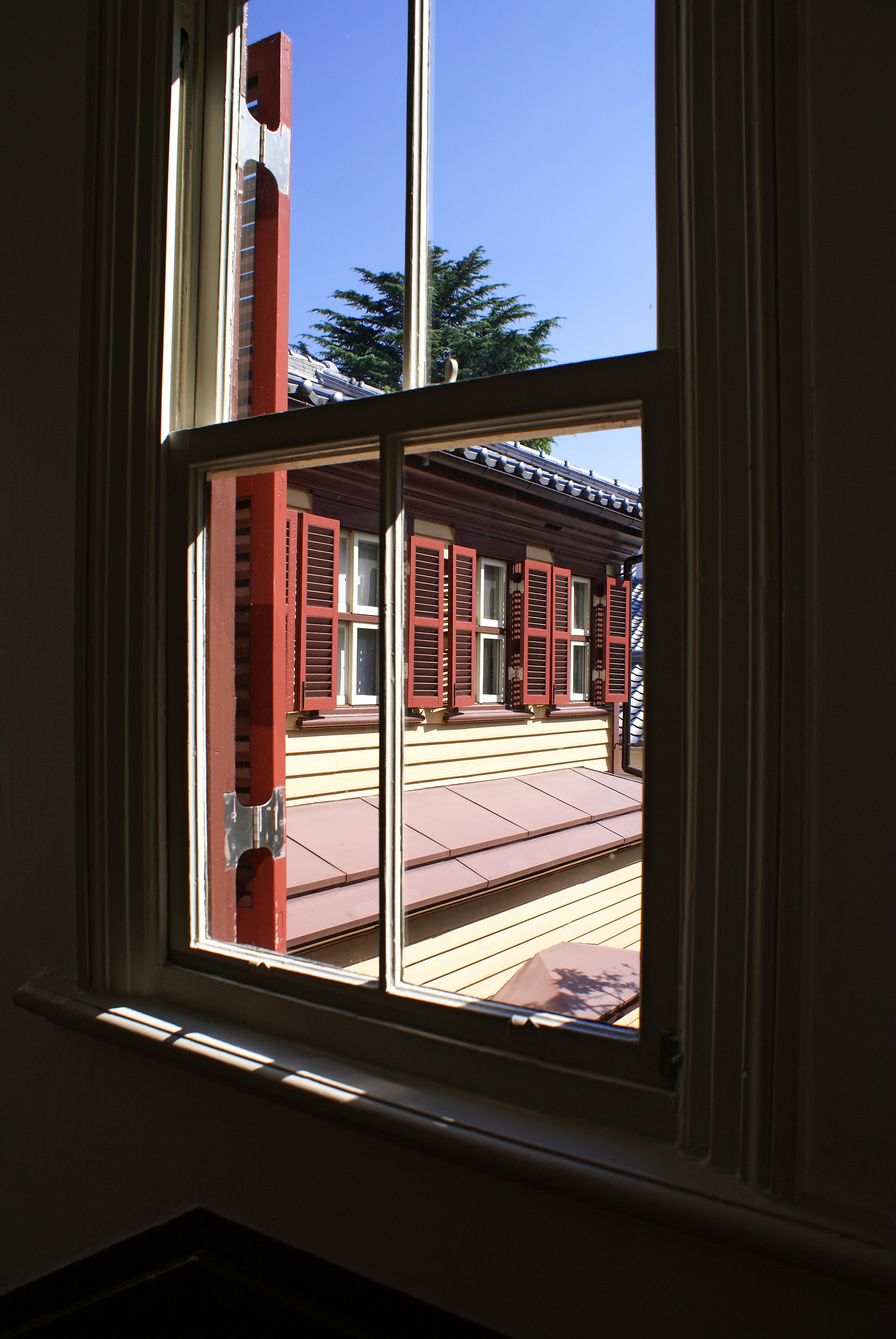
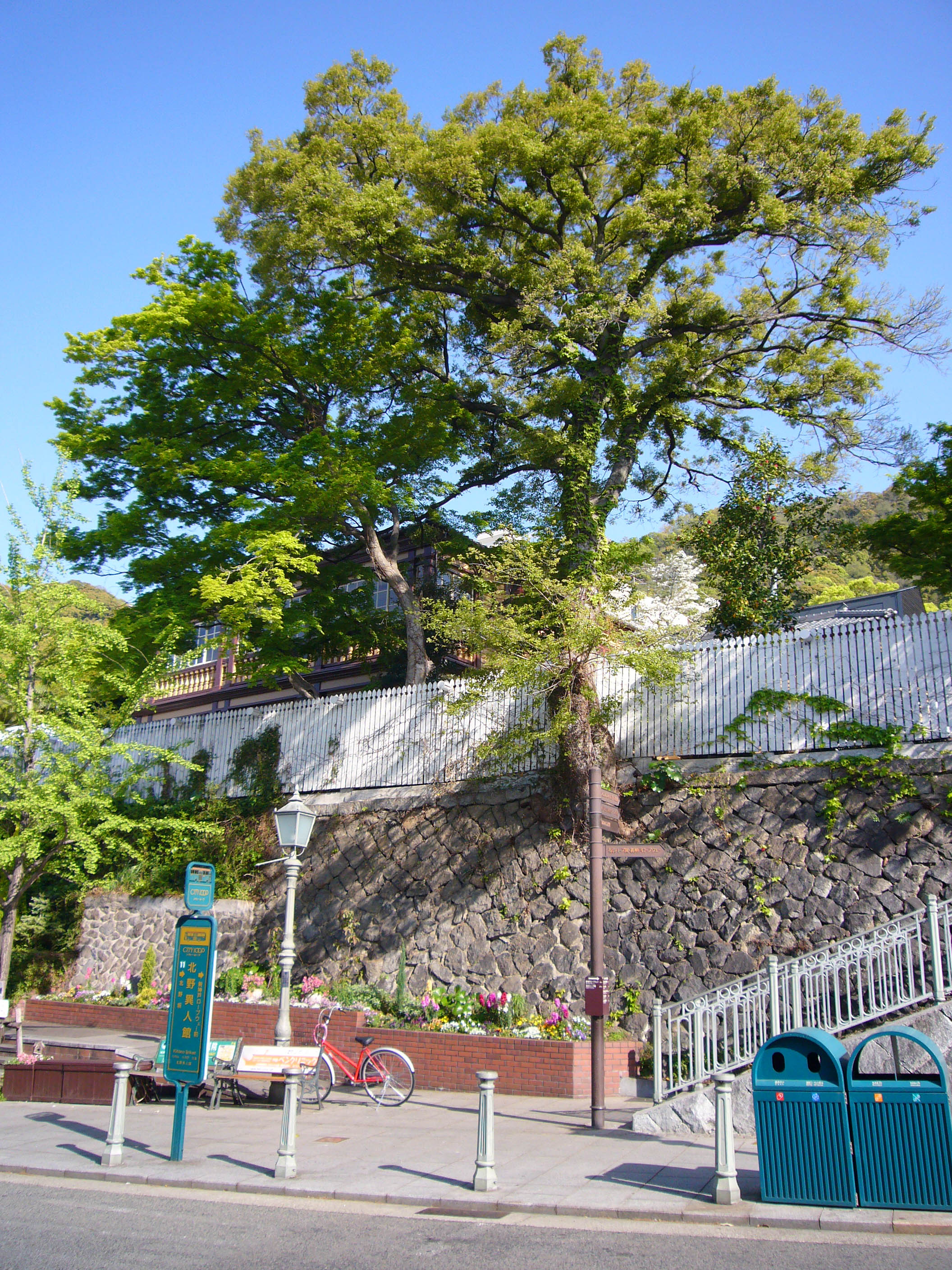
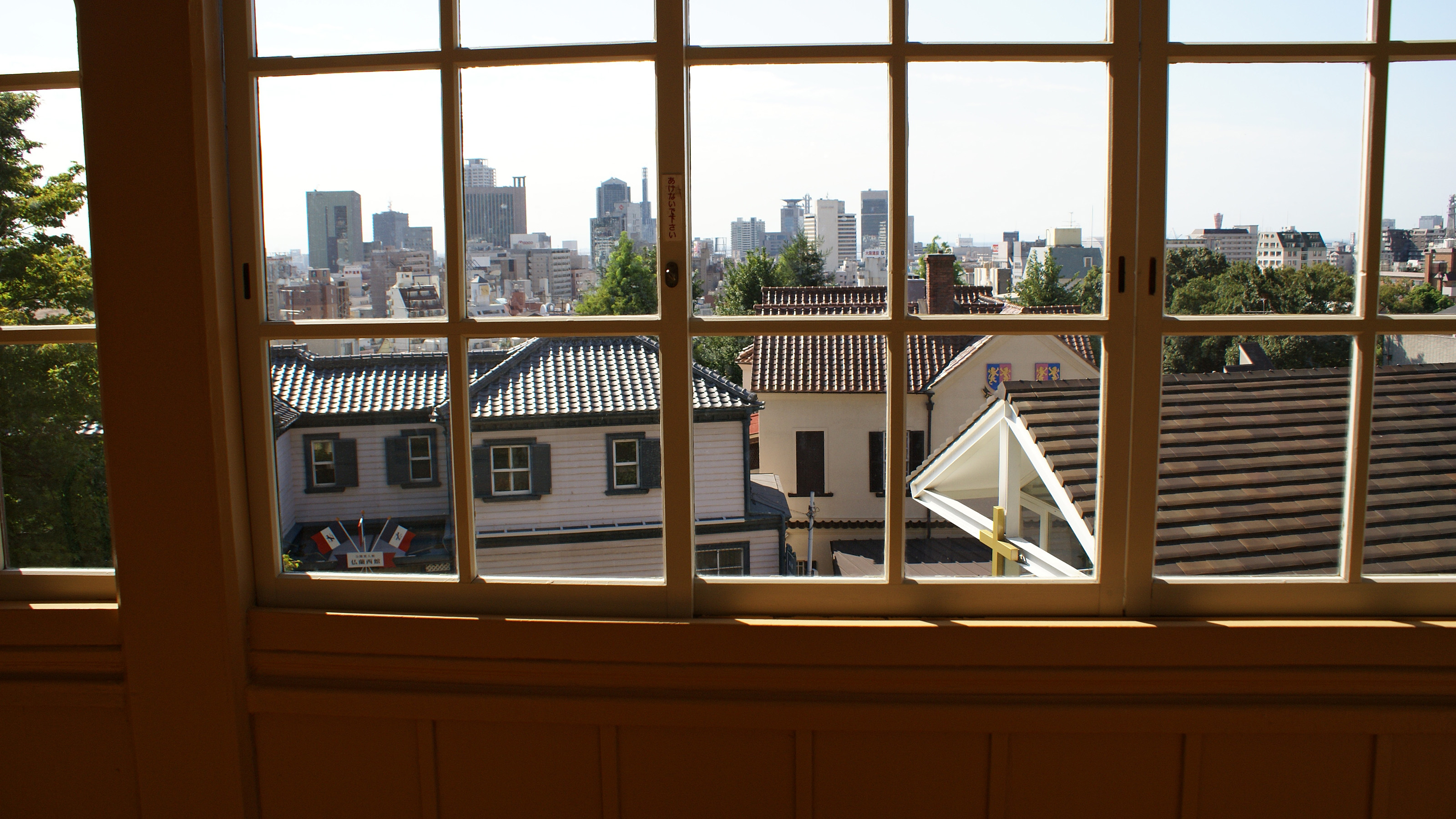